# Фотокор № 1

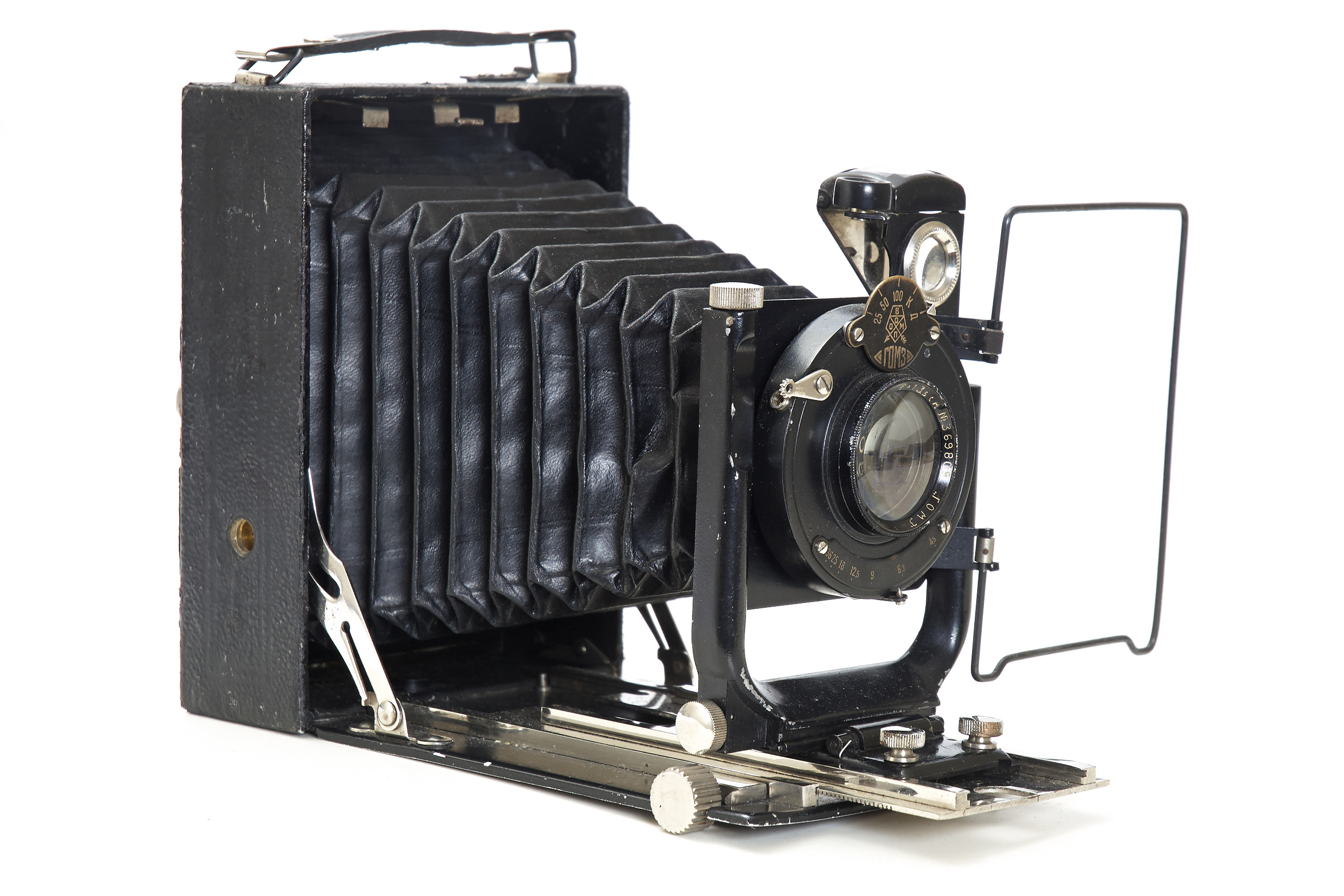
«Фотокор № 1», боковой вид.

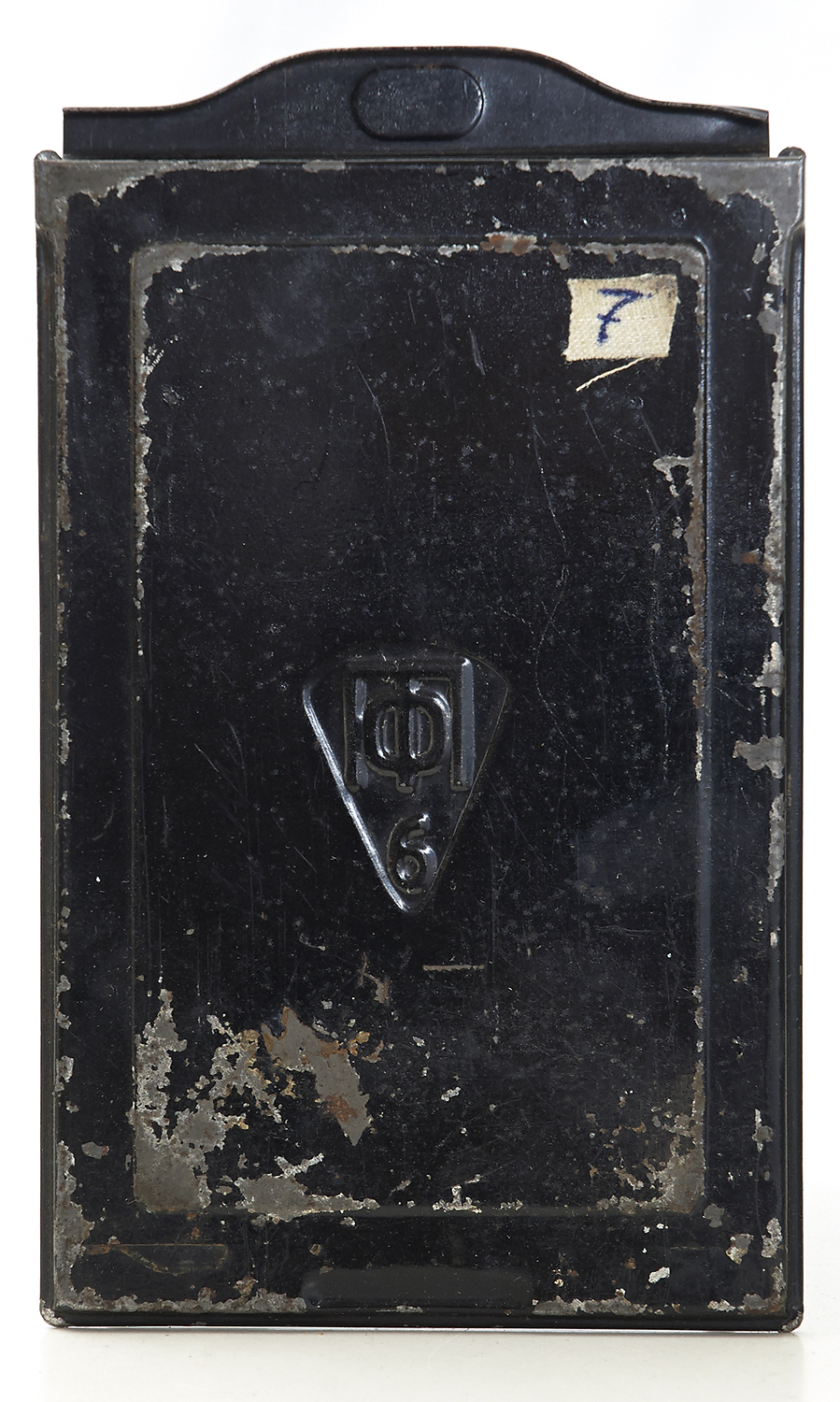
Кассета фотокамеры.

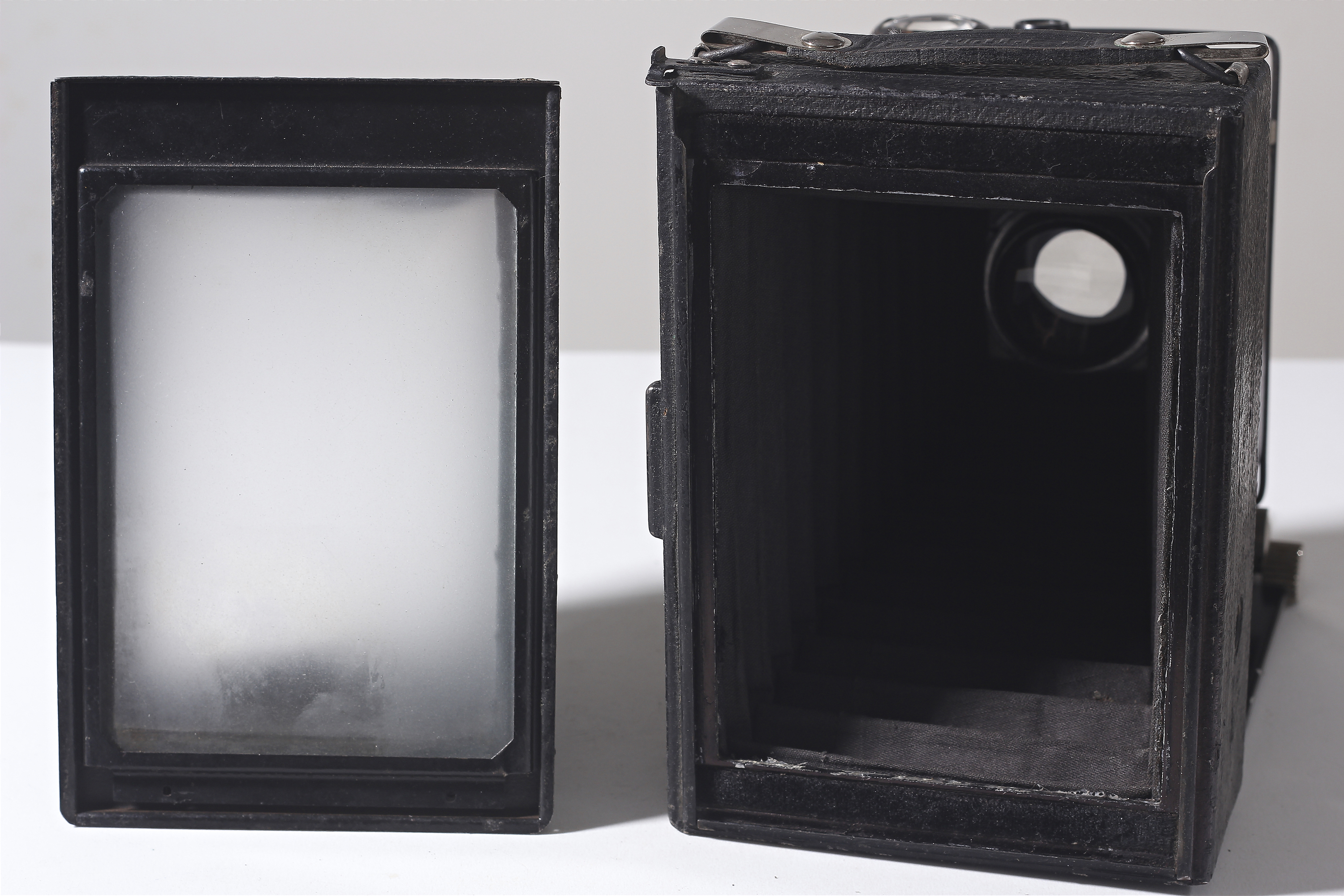
Вид сзади с снятой кассетой и матовым стеклом

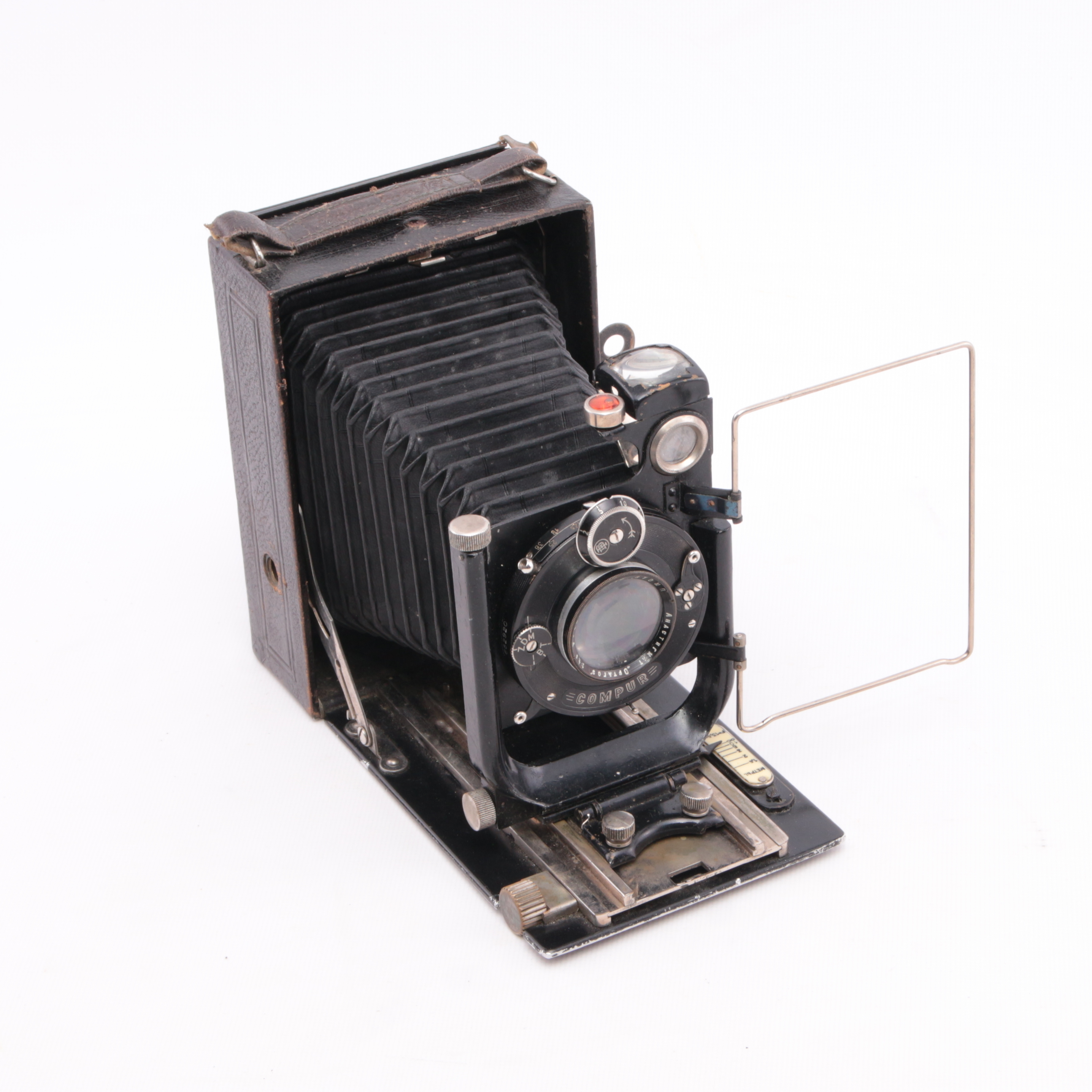
Фотоаппарат Фотокор №1

«Фотокор № 1» (также «Фотокор-1», часто — просто «Фотокор») — пластиночный фотоаппарат, выпускавшийся на ленинградском заводе ГОМЗ в 1930—1940-х годах. Представлял собой складной фотоаппарат прямого визирования формата 9×12 см с рамочным и уголковым видоискателями и двойным растяжением меха. Первый советский массовый фотоаппарат — за 11 лет производства (с 1930 по 1941 годы включительно) выпущено более 1 млн экземпляров.

## История создания
К середине 1920-х годов в СССР назрела необходимость в развитии производства отечественных фотоаппаратов — на тот момент советские фотолюбители, к тому времени уже достаточно многочисленные, вынуждены были довольствоваться либо крайне редкими и дорогими импортными образцами, либо низкокачественными «самоделками». 24 мая 1928 года, в целях снижения остроты ситуации, ВСНХ РСФСР было принято решение начать выпуск отечественных фотоаппаратов на базе наиболее удачных западных образцов. Задача разработки фотоаппарата была возложена на Ленинградский Государственный оптико-механический завод (ГОМЗ). Разработка фотоаппарата продолжалась с 1928 по 1930 год, когда новый фотоаппарат под маркой «Фотокор № 1» поступил в серийное производство.
Распространённое мнение, что «Фотокор № 1» является первым советским фотоаппаратом, не соответствует действительности — за год до этого, в 1929 году, московская артель «Фототруд» приступила к выпуску крупноформатной пластиночной складной фотокамеры «ЭФТЭ» близкого к «Фотокору» класса. Однако выпускался данный аппарат малыми сериями, из-за чего «Фотокор № 1» можно считать первым советским крупносерийным фотоаппаратом.
Серийное производство «Фотокоров № 1» осуществлялось большими сериями с 1930 по 1941 год включительно и составило свыше 1 млн экземпляров.

## Описание конструкции
Фотоаппарат «Фотокор № 1» представляет собой пластиночную складную универсальную камеру формата 9×12 с двойным растяжением меха (движением металлических салазок объективной стойки по корпусу фотоаппарата и движением самой объективной стойки по салазкам). Мех камеры — пирамидальный.
Фотоаппарат комплектовался объективами «Анастигмат „Ортагоз“» f4,5/135 мм типа четырехлинзовый несклеенный анастигмат (в ряде поздних выпусков применялся объектив «Индустар-2» f4,5/135 мм типа Тессар). Как и у прочих аналогичных камер, особенностью «Фотокора № 1» является возможность перемещения объектива в объективной стойке в горизонтальном и вертикальном направлениях.
Затвор камеры — «ГОМЗ». Конструкция затвора разработана инженерами А. А. Воржбит и П. Г. Лукьяновым на основе немецкого затвора Vario. Затвор центральный, межлинзовый, без предварительного взвода с выдержками 1/25, 1/50 и 1/100 секунды, а также «К» (затвор открыт при нажатой кнопке спуска) и «Д» (первое нажатие на кнопку спуска открывает затвор, второе — закрывает). Производство затворов «ГОМЗ» началось в 1932 году.
Диапазон диафрагм — от 4,5 до 36 (маркированы значения 4,5, 6,3, 9, 12,5, 18, 25 и 36). Первые серии фотоаппарата снабжалась импортными затворами «Compur» («Компур») с выдержками 1, 1/2, 1/5, 1/10, 1/25, 1/50, 1/100 и 1/200 секунды, а также «В» (аналогично русскому «К») и «Т» (аналогично «Д»), либо также импортными, но более дешёвыми затворами «Vario» с выдержками 1/25, 1/50, и 1/100 секунды, «B» и «Т» (на этих затворах имелась надпись «Original Gauthier», выполненная гравировкой и выделенная белой краской). Также, по некоторым сведениям, первые партии могли комплектоваться не только импортными затворами, но и импортными объективами, например, «Xenar» f4,5/135 мм. Часть «Фотокоров № 1» последних серий выпуска 1940—1941 годов снабжалась новым центральным затвором «Темп» типа «Компур». Все затворы имели возможность использования тросика.
Система наводки камеры на резкость — по матовому стеклу на задней стенке корпуса, а также по шкале расстояний. Для удобства использования дверца матового стекла в открытом состоянии образовывала небольшую матерчатую шахту. Фотоаппарат имел два видоискателя — поворотный зеркальный и рамочный (две рамки, на корпусе фотоаппарата и на стойке объектива).
Фотоматериалом служили стеклянные фотопластинки формата 9×12 см. Пластинки заключались в металлические кассеты, односторонние и двусторонние, вдвижного типа.
Дополнительно фотоаппараты оснащались фильмпак-адаптером и жидкостным уровнем для облегчения установки камеры в горизонтальное положение (устанавливался на зеркальном видоискателе).
Габариты фотоаппарата в сложенном виде — 160×115×64 мм, вес — 1150 грамм. Корпус фотоаппарата обтягивался чёрным кожзамом, металлические детали хромировались и никелировались. Для удобства использования в верхней части корпуса фотоаппарата имелась чёрная кожаная ручка-ремешок с тиснением «Фотокор № 1». Фотоаппараты комплектовались также жёстким кожаным чехлом-кофром.

## Модификации
В 1938 году была разработана модель «Фотокор № 3» формата 6,5 × 9 см. Фактически это была уменьшенная копия «Фотокора № 1», оснащённая объективом «Индустар-7» 3,5/105 типа Тессар.

## Эксплуатация
«Фотокор № 1» позиционировался, как «универсальный» фотоаппарат. Благодаря достаточно широкому диапазону доступных значений экспозиции, камера могла применяться как для павильонных съемок со штатива, так и для всех других видов съемок при различных условиях освещённости. Двойное растяжение меха, уникальное в практике отечественного фотоаппаратостроения, позволяло применять «Фотокор № 1» для различных репродукционных работ и макросъёмки. Подвижное крепление объектива обеспечивало аппарату возможность снимать архитектуру в разных ракурсах без перспективных искажений.
Наводка «Фотокора № 1» на резкость осуществлялась методом растяжения меха. Поскольку мех имел двойное растяжение, грубая наводка осуществлялась вручную — стойка объектива выдвигалась на позицию по салазкам. Затем, перемещая сами салазки с помощью рифленого никелированного ролика, можно произвести точную наводку. Резкость настраивается по матовому стеклу в задней стенке камеры. После настройки резкости, выбора диафрагмы и выдержки, задняя стенка корпуса с матовым стеклом снимается и на её место устанавливается кассета с фотопластинкой. После установки кассеты извлекается прикрывающий фотопластину шибер (заслонка), и фотоаппарат готов к съёмке.
Важным является тот факт, что печать со стеклянных фотопластинок проводилась контактным методом. Благодаря мобильности данного метода печати, «Фотокор № 1» стал классической камерой для съёмки фотохроники Великой Отечественной войны.